# Gare de Roujan - Neffiès
Gare de Roujan - Neffiès vasútállomás Franciaországban, Roujan településen.

## Vasútvonalak
Az állomást az alábbi vasútvonalak érintik:
- Faugères-Paulhan-vasútvonal

## Kapcsolódó állomások
A vasútállomáshoz az alábbi állomások vannak a legközelebb: